# Beretta SC 70/90
L'SC 70/90 (Short Carabine 70/90) è un fucile d'assalto prodotto dalla Beretta.
Il progetto del 1970 è stato successivamente messo in produzione nel 1990. La base su cui si fonda è l'AR 70/90 e con esso ha ispirato il ARX-160.

## Caratteristiche tecniche
L'SC 70/90 ha la gruccia del calcio pieghevole. Utilizza munizioni 5,56 × 45 mm, calibro d'ordinanza NATO per i fucili d'assalto e leggeri in dotazione alla truppa. Il fucile d'assalto della serie 70/90 viene alimentato da un caricatore dalla capacità di 30 colpi, è un'arma a sfruttamento indiretto dei gas, a chiusura stabile mediante tenoni e mortase ricavate nella culatta, sul corpo di recupero dei gas vi è una valvola parzializzatrice che non incide sulla celerità di tiro. Possiede un selettore di tiro bilaterale posizionabile su 4 posizioni: sicura, colpo singolo, raffica controllata da 3 colpi, raffica continua. La canna è rigata da 6 righe destrorse con passo da 178 mm. L'arma è completamente smontabile senza attrezzi.
I congegni di puntamento sono: 
- una diottra pieghevole a due posizioni per il tiro a 250m - 400 m (per distanze superiori è possibile applicare delle ottiche mediante l'installazione di una slitta al posto della maniglia di trasporto;
- un mirino a palo protetto da due alette;
- la maniglia di trasporto (solo per il tiro istintivo) da una tacca di mira e mirino fissi.

L'arma possiede un'impugnatura a pistola in tecnopolimeri dotata di uno scomparto richiudibile per il materiale di pulizia.

### Sicurezze
Come gli altri due modelli dell'AR 70/90, la versione SC dispone di 3 sicurezze:
- Sicurezza meccanica: si inserisce ponendo il selettore di tiro su S, tale sicurezza agisce sulla leva di scatto impedendone il movimento
- Sicurezza contro l'apertura prematura dell'otturatore: realizzata da una corsa retrograda a vuoto di 8mm del carrello porta otturatore, provoca un ritardo in apertura dell'otturatore che permette la fuoriuscita di parte dei gas dalla canna.
- Sicurezza contro lo sparo prematuro: realizzata facendo ruotare in fase di chiusura l'otturatore di 1/8 di giro, solo a rotazione completa il percussore può arrivare in battuta.